# Улица Академика Ильюшина
У́лица Акаде́мика Илью́шина (до 1978 — Че́ховская у́лица) — улица в Северном административном округе города Москвы на территории района Аэропорт. Расположена между Красноармейской улицей и улицей Восьмого Марта. Нумерация домов начинается от Красноармейской улицы.

## Происхождение названия
Названа 4 января 1978 года в честь Сергея Владимировича Ильюшина (1894—1977), советского авиаконструктора. Ранее носила название Чеховская улица, в честь писателя А. П. Чехова.

## Здания и сооружения
По чётной стороне:
- Дом 8 — школа-филиал ГБОУ «Инженерно-техническая школа»
- Дом 16 — детский сад-филиал ГБОУ «Инженерно-техническая школа»

## Транспорт
Автобус 105, 110 от метро Динамо. Электричка от Рижского вокзала до платформы Гражданская, далее 400 м.